# Ролева игра
Тази статия се отнася за ролевите игри като форма на развлечение. Вижте компютърна ролева игра за съответния жанр компютърни игри и ролева игра за по-общото понятие.
Ролева игра (съкратено РИ) е тип игра, в която участниците заемат ролите на персонажи и заедно създават истории. Участниците определят действията на персонажите си, според характерите им, а действията биват успешни или неуспешни, според установена система от правила или насоки. В рамките на тези правила, те могат свободно да импровизират; техните избори оформят посоката и крайния резултат от игрите.
Ролевите игри рядко имат победители и победени. Това ги различава коренно от настолните игри (board games), дори от онези от тях, в които поемате ролята на герой, игрите с карти (card games), спортовете и повечето други видове игри. Като романите и филмите, ролевите игри се харесват, защото разпалват въображението. Те наблягат повече на взаимопомощта и социализирането, отколкото на състезанието. Типичната ролева игра събира участниците си в един отбор, познат като „групата“ („party“), които играят в екип.
Повечето ролеви игри се изпълняват като радио пиеси: само изговорените от персонажа реплики са изиграни, след което играчът излиза извън кожата на персонажа, за да опише действието и да обсъди правилата. Жанрът ролеви игри, в който играчите изпълняват физическите действия на персонажите, е познат като „ролева игра на живо“ (live-action roleplaying games; LARP).

## Концепция
В същността си ролевите игри са вид съвместно разказване на истории. Прости форми на ролеви игри съществуват в традиционни детски игри като „Стражари и апаши“. Ролевите игри усъвършенстват тази проста идея; за разлика от дете, което иска да се почувства като стражар само за няколко минути, група пораснали играчи в ролева игра създават специфични персонажи и продължителен сюжет. Логична система от правила и добре описан свят (setting; обяснено по-долу) в играта помагат за потапянето в атмосферата. Нивото на реализъм в игрите се простира от постоянството на правдоподобната история и препятствия, до премислените подобия на процеси от реалния свят.
Ролевите игри рядко се играят, за да бъдат „спечелени“. Целта на много от тях е да по-скоро да пресъздадат наслаждението от филм или новела. Като телевизионен сериал или глави от роман, тези епизодични игри често се играят на седмични сесии в продължение на месеци или дори години, въпреки че някои играчи предпочитат да играят по един сюжет за сесия. Други имат различни причини да играят. Според някои, целта на ролевите игри е да се създават истории; според други, ролевото играене е себеоткриване на етичните избори.
Взаимодействието е ключовата разлика между ролевите игри и традиционната фантастика. Докато зрителят на телевизионно шоу е пасивен наблюдател, играчът в ролева игра прави избори, които придвижват действието напред. Ролевите игри разширяват старата игра с последователна размяна на интересни истории между група приятели.

## Типове ролеви игри
Освен традиционния тип настолни ролеви игри, съществуват и някои други разновидности.

### На живо
ЛАРП е форма на ролева игра, свързана с настолните ролеви игри, но подобна повече на импровизиран театър. На български са наричани и „ролеви игри на живо“, тъй като за разлика от настолните такива, при ЛАРП играта се разиграва не „на думи“, във въображението на играчите, а на живо – от тях се изисква да отиграват своите персонажи.

### В електронната медия
Съществува и електронен вариант на ролеви игри, който използва похватите на настолните игри и се различава от компютърните игри преди всички по факта, че се базира на писане на текст от играчите, а не на визуални взаимодействия. Възможни са различни вариант като среда за играта, например имейл, използване на IRC канал, но най-популярни са форумните игри.
Различните форуми в мрежата предлагат ролева игра по популярни книги, сериали и истории, където се използват готови персонажи. В някои обаче, светът е фантазен и измислен и всеки има правото да създаде герой по свой вкус.

### Фрийформ
Фрийформ ролевите игри се играят с минимални, формални или никакви правила и са повече фокусирани върху историята на участващите персонажи. Те биват играни както чрез интернет, така и на живо.

## История
Разиграването на роли е дейност, практикувана още през ранните години на XX век в различни активности като например театралните игри. През 1960-те години организации, занимаващи се с пресъздаването на исторически събития, въвеждат фентъзи елементи в своите възстановки. А през 70-те вдъхновени от фентъзи жанра възникват първите фентъзи военни игри, в които всеки играч контролира само една единица или персонаж. Първите ролеви игри комбинирали у себе си ранните традиции за разиграването на роли и представените чрез правила герои от военните игри.
Първата комерсиална ролева игра, достигнала до широката публика, е Dungeons and Dragons, публикувана през 1974 от TSR. Нейни автори са Гари Гигакс и Дейв Анерсън, като играта се базира на настолната игра Chainmail. Очакванията са им били за продажба на началния тираж от 1000 броя за 6 месеца, докато реално се продали за 6 седмици. Въпреки редицата си недостатъци, играта притежава колосално значение за жанра.
През 80-те години Dungeons and Dragons е бил обект на дискусия и спор, когато BADD (Bothered About Dungeons and Dragons) анонсирали играта като продукт, предизвикващ негативни духовни и психически последици. Академични проучвания поставят под съмнение това твърдение. Въпреки че ролевите игри били приети, все още съществуват консервативно настроени хора, които отхвърлят хобито. Въпреки това в наши дни в психологията и обучението масово се използва ролево разиграване за симулиране на реално поведение.
Игри като Chivalry and Sorcery, GURPS, Champions и др. също помагат за развитието на ролевите игри. В началото на 90-те години на XX век играта Vampire: The Masquerade води до появата на нов клон акцентиращ силно върху историята и съвместното ѝ сътворяване от играчите и водещия.
Конкуренцията на компютърните игри и на колекционерските игри с карти и насищането на пазара с посредствени продукти, предизвиква упадъка на ролевите игри в средата на 90-те години на XX век. Изпадналата тогава в криза компания TSR била закупена от Wizards of the Coast. За да се справят с финансовите проблеми, WotC въвеждат „open gaming“ лицензирането, който позволява на други издателства да публикуват игри, съвместими на D&D и другите d20 System базирани игри. Това довежда до нов възход на хобито, за което спомагат и множеството общества, занимаващи се с разработка независими (indie) ролеви игри, появили се издигали в уеб пространството. Благодарение на тях започват някои по-сериозни разработки над теорията на игрите.
След около 30 години развитие, ролевите игри се превърнали от хоби, популяризирано от няколко малки издателства, в значима част от гейм индустрията. Лидер в ролевата индустрия днес са собствениците на Wizards of the Coast – Hasbro, които закупили компанията за $325 милиона.

## Игрови системи
Сборът от правилата на една ролева игра се нарича игрова система; самите правила са познати като игрови механики. Въпреки че има игрови системи, ползвани от много игри, например системата d20, много други игри имат своя собствена, обособена система правила.
Почти всички ролеви игри изискват участието на водещ (gamemaster; GM), който създава обстановката за игралната сесия, изпълнява ролята на повечето обитатели на света и действа като арбитър на правилата за играчите. Останалите участници създават и играят обитатели на игровия свят (game setting), и са познати под името игрови персонажи (player characters; PCs). Заедно, игровите персонажи са познати като „група“ („party“).
По време на типична игрова сесия, водещият представя сюжетна цел, която да постигнат играчите чрез действия на техните персонажи. Често това включва взаимодействие с неигрови персонажи – другите обитатели на игровия свят, които се изиграват от водещия. Много игрови сесии съдържат разрешаване на пъзели, преговори, преследвания и битки. Целта може да бъде явна за играчите от самото начало, или да им се разкрие с течение на играта.
Игровите правила определят успеха или провала на действията на даден персонаж. Много игрови системи използват статистики, измерени чрез зарове или други елементи на случайност. В повечето системи, разказвачът използва правилата, за да определи към кое число да се стреми играещият. Играчът хвърля зар, опитвайки се да получи число повече или по-малко от определеното число, в зависимост от игровата система.
Повечето системи са обвързани със света на играта, който включват. Въпреки това, някои универсални ролеви системи могат да се адаптират за всички жанрове. Първата игра, която включва подобна система – GURPS, е придружена с множество книги, адаптиращи я за различни жанрове. Системата d20, известна заради ролевата игра Dungeons & Dragons, е използвана и в по-модерни светове като Spycraft и Star Wars Roleplaying Game.
На практика обаче, дори универсалните игрови системи често поощряват специфичен стил или жанр, а са просто адаптивни към останалите. Например, въпреки че системата d20 има книги с материали за модерни и футуристични светове, повечето издаден материал за d20 си остава в бойно-ориентираната фентъзи ниша на Dungeons & Dragons.

## Показатели
Обикновено, персонажите в ролевите игри са представени чрез съвкупност от показатели, отразяващи възможностите му в различни сфери от живота. Много игрови системи открояват две ключови статистики: способности (attributes) и умения (skills).

### Способностите (attributes)
Са показатели, които всички персонажи притежават: сила (strength), ловкост (agility) и интелигентност (intelligence) са обичайни примери. Те се измерват – често на числова скала – така че играчът може да прецени възможностите на персонажа си. Например, степента на сила на персонажа може да се използва, за да се определи каква е вероятността той да повдигне дадена тежест.

### Уменията
Са различни и се владеят от отделните персонажи – например пеене, яздене, стрелба. Игровите системи често подбират умения, които са подходящи за жанра. Например приключения, базирани на Далечния изток, често наблягат на бойните изкуства. Фентъзи световете включват магия. Системите, посветени на научна фантастика, може да съдържат компютърни умения или такива, свързани с усвояване на космоса. Въпреки това, някои умения могат да бъдат намерени сред различни жанрове: и средновековен крадец, и разбойник от Дивия Запад вероятно са майстори в хвърлянето на ножове.

## Създаването на персонаж (Character creation)
Преди да започне играта, играчите създават концепция за ролята, която искат да играят. След това те прилагат правилата на игровата система за създаване на персонаж, за да опишат героите си чрез игровите механики. Показателите на персонажа се записват на формуляр, направен специално за въпроса, който се нарича персонажен лист (character sheet). Някои системи, като Feng Shui, изискват персонажите да изберат от фиксирани, готови шаблони за персонажи с малко възможности за личен избор. Други, като системата d20, използват класове (classes), за да дефинират повечето персонажни концепции, но позволяват известно количество свобода със статистиките за тези класове. Трети, като GURPS, позволяват да се създават индивидуални персонажни концепции, като показателите се разпределят свободно от играча.
Игровите показатели не са заместител на персонажната концепция. Например един стрелец от Дивия Запад може да стане специалист в бързото вадене на револвера, а друг с подобни игрови показатели може да е експерт с винтовката.
Системата, базирана на шаблони има предимство – създаването на персонаж е лесно и бързо. Това означава, че разказвачът ще прекара по-малко време, одобрявайки баланса на всеки герой. Жертвите са в гъвкавостта и концепцията. Шаблоните по същество представляват предварително изградени персонажи, които са балансирани един спрямо друг и са одобрени от компаниите-създателки.
Базираните на класове системи дават малко повече свобода, но все пак изискват от играча да избере от фиксиран брой роли за персонажа си. Силите на персонажа са дефинирани от класа, но специфичните показатели са избрани от играча.
Системите, базирани на персонажни точки, позволяват абсолютна свобода на концепцията. Лошата страна на създаването на такъв персонаж е, че в повечето случаи е много по-сложно и разказвачите трябва да прекарат значително повече време в проучване и одобряване на всяка персонажна концепция.

## Светове на кампаниите (Campaign settings)
Всяка игра е установена в измислен свят (setting), в който се случват приключенията и кампаниите. Обикновено, даден свят е проектиран за дадена игра (например светът Forgotten Realms е за Dungeons & Dragons) или специфичен жанр (например Средновековно фентъзи или космическа научна фантастика). Има множество светове, от които да се избере – и в книжарниците, и в Интернет. Въпреки че има много издадени светове, много разказвачи създават собствени.
Светове съществуват за почти всички жанрове, за които можете да се сетите; въпреки това, тъй като най-популярната ролева игра в света – Dungeons & Dragons – е част от фентъзи жанра, фентъзито е и най-играния ролеви жанр.
Има три основни форми на светове за кампаниите. Първият тип съществува в обособен жанр и вселена, в ролеви игри като Warhammer и World of Darkness, които са в една-единствена обстановка. Вторият тип свят е за игри, които имат множество вселени – като например модерните издания на Dungeons & Dragons или създадената без фиксирана вселена система GURPS. Последният тип свят е направен, без да е обвързан с дадена игрова система. Обикновено, този тип светове са били първоначално плод на художествената литература и киното, които по-късно са били адаптирани към една или повече ролеви системи – например Star Wars вселената или Средната земя.
Обхватът на жанрове, представени от издадени светове е огромен и включва почти всички видове фикция. Корените на ролевите игри са във фентъзито, но научната фантастика се използва в светове като Traveller, а хорърът е в основата на World of Darkness. Има дори шпионски игри в наше време, като Spycraft. Изборът е необятен.

## Примери
Няколко примерни откъса, демонстриращи как става ролевата игра.
Обикновено светът, който заобикаля игровите персонажи, е жив.
- Играч1 (Иван): „Ще лагеруваме тук.“ – обявявам аз. – „Ридът ще пази гърбовете ни от вятъра, а съчките ще издадат всеки, посмял да се приближи.“
- Водещ: Едва изрекъл думите си, чуваш пукота на сухо дърво зад себе си. Какво правиш?

Героите в ролевите игри имат своите цели.
- Играч1 (Иван): „Добре, имаме избор.“ – заключи Иван и погледна въпросително останалите. – „Връщаме ли се в изоставените разкопки, за да търсим находки, или разследваме убийството?“
- Играч2 (Антон): „Корбен свива рамене.“ – описа Антон. – „Искам моето мнение да се знае от сега. Търся златото под този хълм откакто се помня, и няма да спра тази вечер.“
- Играч3 (Светозар): „Значи не виждаш по-далеч от брадата си, глуповато джудже! – бързо добавя Асилус.“ – каза Светозар и изгледа изпитателно приятеля си. – „Който е убил онзи археолог вчера, ще се постарае никой да не се добере до гробницата под хълма!“

Обикновено в ролевите игри има различни раси с различно поведение.
- Водещ: „Корбен, недалеч от теб на бара сяда момче човек. То изглежда прилично мускулесто за расата си, но е нищо в сравнение с теб. Грацията и бързината с която прави крачките си обаче, могат да накарат мнозина елфи да завидят, а повечето джуджета – да потънат в тъжен размисъл.“

Всеки герой притежава различни умения.
- Играч1: „Какво можеш да вършиш, елфе? – пита Девън.“
- Играч2: „Владея изкуството на магията; нейната невидима, но твърда ръка винаги е в моя помощ. Владея ораторското изкуство и съм умел дипломат, когато се наложи. Освен това… – Исилус критично оглежда двамината пред него. – …мога да мисля.“

Героите в ролевите игри често попадат на места, които може да си представите само във вашата фантазия. 
- Водещ: „Навлизате в безбрежен метрополитен град, какъвто никога не сте виждали. Високите кули галят небосвода, а остри шпилове разрязват свистящия вятър на две. Големи каменни сводове и богати градски къщи се ширят докъдето ви стига погледа, с малки бедни къщурки изпъкващи тук-там, колкото да не остане празно място. Глъчката е почти оглушителна, а миризмата на голямо населено място – повече от непогрешима.“

## Издатели
Най-големият издател на настолни ролеви игри е Wizards of the Coast, филиал на Hasbro и издател на Dungeons and Dragons, D20 Star Wars RPG и някои по-малки d20 заглавия. White Wolf са втората по големина компания за ролеви игри, заемаща около 20% от пазарен. Според търговски проучвания през 1999 – 2000 повече от 1,5 милиона хора играят D&D всеки месец и около 2 милиона са играчите на всички настолни ролеви игри. Успехът на 3-та Ревизия на Dungeons and Dragons се отразява силно в увеличението на тези числа.

### Разпространение
Основните начини за разпространението на ролеви игри са 3:
- продажба хартиени копия чрез дистрибутори, разпространяващи книгите по книжарници и специализирани магазини. Обикновено е използван от големите компании.

- продажби на хартиени копия чрез онлайн-магазини през интернет. Използва се практически от всички.

- продажба на електронни книги (e-books), които или могат да се ползват само от на компютър, или допускат потребителя да отпечата копие на принтер. Обикновено този тип се използва на разпространение се използва от малките компании и самостоятелните автори. Големите компании вече също се ориентират и към този пазар.

### Издателски асоциации
Game Publishers Association (GPA) е формирана, за да подпомага издателите на игри. Основните цели на GPA са да улесни комуникацията между гейм издателите и останалите в гейм обществото.

### Независими автори
Така наречените indie игри са произвеждани от независимите колективи (необвързани с конкретно издателство). Indie ролеви игри обикновено се отличават със своите разнообразни, често дори странни идеи.

## Ролеви игри в Уикипедия
- Ендивал е първата българска ролева игра, издадена като книга.
- Приключение с меч и магия (Аксиом16) e втората такава игра, създадена от българи и издадена на българския пазар.

### Български сайтове
- The Universe Архив на оригинала от 2012-01-06 в Wayback Machine. – български сайт „Вселената“ (The Universe), където се разиграват форумни ролеви игри по известни поредици и филми, като Дневниците на вампира, Gossip Girl и всички нашумели тийн мании. Разполага и с авторски създаден свят за свободни измислени герои.
- RPG.bg – българският портал за ролеви игри.
- Сивостен[неработеща препратка] – онлайн списание разполагащо с обширна секция за ролеви игри.
- Интерактивни игри: Подходящи за обучения на млади хора – правила за множество ролеви игри за малки и големи.
- Teen Obsession – Български форум, в който може да развихрите въображението си и да се включите в нашите роулплей

### Чуждестранни сайтове
- RPGNet – най-популярният сайт, занимаващ се с ролевите игри.
- The RPGSite – сайт, посветен на ролевите игри, алтернативен на RPGNet.
- En World – популярен ролеви сайт, фокусиран върху D20 и Dungeons & Dragons.
- The Forge – сайт, посветен на създаването и представянето на независими ролеви игри. На страниците на The Forge ще откриете най-големият форум за indie ролеви игри, статии, ревюта и ресурси.
- John H. Kim's Role Playing Game Page – ециклопедия на ролевите игри и компании.
- RPG Gateway – директория с ролеви сайтове.
- Pen & Paper Архив на оригинала от 2011-05-04 в Wayback Machine. – Ролева база данни.